# Sugauli Partewa
Sugauli Partewa – gaun wikas samiti w środkowej części Nepalu w strefie Narajani w dystrykcie Parsa. Według nepalskiego spisu powszechnego z 2001 roku liczył on 856 gospodarstw domowych i 5099 mieszkańców (2498 kobiet i 2601 mężczyzn).